# برلنكتسة
بِرلُنكُتْسَة أو بِرلُنكُتْسو هو كعكة من لَمبورِكية ، في مقاطعة بِستوية وسط إيطاليا.  هي كعكة بسيطة على شكل حلقة بطم اليانسون ولها أصولها في زمن مِديشي، وهي كعكة كرنفال نموذجية ، يبدو أن اسمها مشتق من كلمة Berlingaccio ، والتي تعني "خميس السمين". 